# Dobl
Dobl är en ort i Österrike. Den är huvudorten i kommunen Dobl-Zwaring i förbundslandet Steiermark. Orten var till och med 2014 huvudort i kommunen Dobl som även omfattade orterna Muttendorf, Petzendorf och Weinzettl.